# Сикорская, Татьяна Сергеевна
Татья́на Серге́евна Сико́рская (урожд. Шишкова; 1 [14] декабря 1901, Можга, Елабужский уезд, Вятская губерния — 20 октября 1984, Москва, Московская область) — русская советская поэтесса, переводчица и редактор.

## Биография
Татьяна Сергеевна Сикорская родилась 1 (14) декабря 1901 года в Можге Елабужского уезда Вятской губернии, Российская империя. Получила домашнее образование. Её отец, Сергей Александрович Шишков, сначала был инженером-технологом на Сюгинском заводе в Можге, а с 1892 года его совладельцем (товарищество на паях «С. А. Сырнева и С. А. Шишков»). По словам её сына, бабушка Татьяны по отцовской линии происходила из князей Хованских. А. Н. Толстой был им родственником.
В 1918 году на заводе вспыхнуло восстание, семья Шишковых была разбросана революцией и войной, отец скрывался от большевиков, но был схвачен и в том же году расстрелян. Мать и братья умерли от тифа. После скитаний Татьяна оказывается в Москве практически без средств к существованию, устраивается корреспондентом в газету, начинает заниматься литературным трудом (первые стихи опубликованы в 1919 году), выходит замуж. В январе—марте 1920 года работала помощником литографа штаба Западной армии Восточного фронта РККА.
В 1922 году родился сын Вадим, впоследствии также ставший известным поэтом и переводчиком. Сикорская рано теряет мужа.
Поступает на литературный факультет Московского университета и заканчивает его в 1930 году. Вскоре после окончания института Татьяна Сикорская становится редактором песенных текстов Музлита[уточнить], где знакомится со своим коллегой, Самуилом Борисовичем Болотиным, который становится вскоре её мужем и постоянным соавтором. Вместе с Болотиным Сикорская в 1930-е годы переводит по преимуществу песни народов СССР, а позже и зарубежных авторов.
Оба становятся (по рекомендации Алексея Толстого) членами Союза писателей. Считается, что она послужила прототипом Ольги Вячеславовны Зотовой, главной героини повести «Гадюка» (1928).

### Великая Отечественная война
Во время войны, в 1941 году Татьяна Сикорская эвакуируется из Москвы в Елабугу и по пути в эвакуацию близко знакомится с Мариной Цветаевой. Её письма к дочери Цветаевой, Ариадне Эфрон, написанные в последующие годы, служат важным источником информации о последних днях Цветаевой. Сикорская считала себя косвенно виновной в гибели поэтессы — поспособствовав её поселению и устройству быта, она уехала в Москву к мужу, оставив Цветаеву в мрачном состоянии духа. Но не вернулась, а вскоре получила телеграмму о смерти Цветаевой. Её сын Вадим (Дима) был другом Мура, есть его мемуар об этом периоде. Также опубликована более поздняя переписка жены Вадима с Ариадной («Туруханские письма. Ариадна Эфрон — Алла Белякова», М., 2009).
Из Елабуги вскоре возвращается обратно в Москву, и они с Болотиным добиваются отправки их на фронт. Около двух лет работают в дивизионной газете. В 1944 году уволена по болезни.

### После войны
После войны Сикорская и Болотин продолжают переводить народные, лирические и антифашистские песни разных народов, многие из которых становятся популярными. Дома у Болотиных часто бывали известные исполнители, композиторы, режиссёры, сама Татьяна Сергеевна часто пела свои песни, а Самуил Борисович аккомпанировал ей на гитаре.
В 1940—1960-е годы Сикорская и Болотин очень много работали, переводили чешские, болгарские, румынские, французские, польские песни и песни многих других стран и народов. На стихи Татьяны Сикорской написал вокальный цикл «Испанские песни» Дмитрий Шостакович. Музыку на стихи Болотина и Сикорской писали также многие другие известные композиторы: Исаак Дунаевский, Лев Шварц, Анатолий Новиков, Модест Табачников, Зара Левина, Александр Цфасман, Арно Бабаджанян и Оскар Фельцман. Песни входили в репертуар известных исполнителей: Клавдии Шульженко, Зои Рождественской, Владимира Канделаки, Михаила Александровича, Владимира Бунчикова, Владимира Нечаева, Петра Киричека, Леонида Утёсова, Аллы Пугачёвой и Владимира Высоцкого. При этом авторов неоднократно впоследствии упрекали в «конъюнктурщине», бездумном штамповании шлягеров. Однако очень многие современники высоко ценили их творчество, как, например, написавший предисловие к сборнику «Песни простых людей» Сергей Михалков.
В 1951 году Татьяна Сикорская вступает в КПСС.
После смерти Болотина в 1970 году она почти перестаёт сочинять, имя её упоминается всё реже. Татьяна Сергеевна Сикорская умерла 20 октября 1984 года в Москве. Её смерть осталась почти незамеченной литературной общественностью. Похоронена  На Кунцевском кладбище  города Москвы, участок 10.

## Творчество

### Песни
Многие песни на стихи Сикорской (или Сикорской & Болотина) или в переводах стали очень популярны. Отмечалось, что, приспосабливая перевод к требованиям исполнителя и цензуры, они зачастую создавали практически оригинальный текст. Вот некоторые из песен, написанные Сикорской самостоятельно или в соавторстве с мужем:
- «Английский вальс» (муз. Гарри Ральтон, слова Т. Сикорской)[15]
- «Аничка-мельничиха» (словацкая песня, обр. В. Новака, слова С. Болотина и Т. Сикорской)[16]
- «Ах, не плачь ты понапрасну» (народная болгарская песня, обработка Д. Христова, пер. С. Болотина и Т. Сикорской)[17]
- «Ах, нет, Джон!» (английская народная песня, обр, С. Шарпа, слова С. Болотина и Т. Сикорской)[18]
- «Баллада о белой гвоздике» (1952, муз. А. Пахмутовой, слова Т. Сикорской)[19]
- «Баллада о солдате» («Но наш солдат со штыком на ремне…», 1929, муз. Х. Эйслер, сл. Б. Брехт, слова С. Болотина и Т. Сикорской, исп. Александр Ведерников)[20]
- «Богатый жених» (чешская песня, обр. Ф. Сладека, слова С. Болотина и Т. Сикорской)[16]
- «Большие бульвары» (Les grands boulevards, музыка Н. Глянзбера, слова М. Мишейль, пер. С. Болотина и Т. Сикорской)[21]
- «Бомбардировщики» («Мы летим, ковыляя во мгле», Песня американских бомбардировщиков, 1943, муз. Дж. МакХаффа, сл. Г. Адамсона, пер. С. Болотина и Т. Сикорской, исп. Л. Утёсов). В песне «Бомбардировщики» широкую известность получила заключительная фраза припева «На честном слове и на одном крыле», возникшая в результате цензурной переработки строчки оригинала «Comin in on a wing and a prayer» («Возвращаясь на крыле и молитве») — изъятия слова «молитве»[22][23].
- «Бонни Данди» (Bonnie Dundee, шотландская народная песня, обр. В.Сибирского, пер Т. Сикорской)[18]
- «Боринкен» (Borinqueñ, пуэрто-риканская песня, слова Т. Сикорской)[24]
- «Будет счастье или нет» (румынская народная песня, слова С. Болотина и Т. Сикорской, исп. Михаил Александрович)[25]
- «Будь со мной» (чешская песня, обр. В. Неедлы, слова С. Болотина и Т. Сикорской)[16]
- «Буйная молодость» (муз. Г. Златева-Черкина, пер. с болгарского С. Болотина и Т. Сикорской)[17]
- «В беде у человека друга нет» (Nobody Knows You When You’re Down and Out, перевод Т. Сикорской)[26]
- «В минуты трудные» (муз. Рустэм Яхин, слова Т. Сикорской)[27]
- «В соснах» (In the Pines, перевод Т. Сикорской)[26]. Вариант этой же песни под названием «Шел поезд»[26].
- «В старом саду» (чешская песня, обр. Э. Колмановского, слова Т. Сикорской)[16]
- «Вальсирующая Матильда» (Waltzing Matilda, австралийская народная песня, обр. В. Белого, слова Г. Лосон, перевод Т. Сикорской)[18]
- «Варшавские встречи». Вальс из одноимённого фильма о Варшавском фестивале молодежи (музыка А.Градштейна, слова Т. Кубяка, пер. С. Болотина и Г. Сикорской)[28]
- «Вела» (болгарская песня)[29]
- «Веселый мельник» (английская народная песня, обр. В. Сибирского, пер. Т. Сикорской)[30]
- «Весенний марш: Физкультурная песня» (1938, В. Кручинин, слова Т. Сикорской)
- «Весенний хоровод» (1946, муз. Л. Лядова, слова С. Болотина и Т. Сикорской, исп. Л. Лядова и Н. Пантелеева)[31]
- «Весенняя песня» (муз. В. А. Моцарт, слова Т. Сикорской)[32]
- «Висла» (польская народная песня, обр. В. Иванникова, слова Т. Сикорской)[16]
- «Вишня» (японская народная песня, слова Т. Сикорской)[33]
- «Вой, зимний ветер, вой» (Blow, blow thou winter wind, слова У. Шекспира)[29]
- «Волна» (La Mer, муз. Ш. Трене, слова С. Болотина и Т. Сикорской, исп. Л. Утесов)[34]
- Восемь английских и американских народных песен для баса и оркестра (1943), Дмитрий Шостакович, в переводе С. Маршака, С. Болотина, Т. Сикорской. 1. «Невеста моряка» (слова народные, перевод С. Болотина) 2. «Джон Андерсон» (из Р. Бернса) (слова народные, перевод С. Болотина и Т. Сикорской) 3. «Билли-Бой» (слова народные, перевод Т. Сикорской) 4. «О, мой ясень и дуб» (слова народные, перевод С. Болотина) 5. «Слуги короля Артура» (слова народные, перевод Т. Сикорской) 6. «Видно, рожью шла» (слова Р. Бернса, перевод С. Маршака) 7. Весенний хоровод (слова народные, перевод Т. Сикорской) 8. «К нам Дженни домой придет опять» (слова народные, перевод С. Болотина)
- «Враг не пройдет!»[35] (Pasaremos!, «Мы пройдем», «Песня Одиннадцатой бригады»[36], (1937, муз. В. Кочетова, слова Т. Сикорской, исп. Борис Дейнека). Гимн испанского Народного фронта. Под названием «Одиннадцатая» эта песня исполнялась, как марш 11-й интернациональной бригады республиканской армии Испании.
- «Все преодолеем» (We Shall Overcome, муз. П. Сигер)[37][38]
- «Все равно, где ждать» (Кондукторский блюз) (Brakeman’s Blues, перевод Т. Сикорской)[26]
- «Всему виной глаза твои, Мария!» (румынская песня, музыка Н. Киркулеску, слова Т.Брудиу, пер. С. Болотина и Т. Сикорской)[16]
- «Выкуп» (чешская народная песня, слова С. Болотина и Т. Сикорской)[39]
- «Ганка» (болгарская песня)[29]
- «Где радости путь?» (корейская народная песня, пер. С. Болотина и Т. Сикорской)[40]
- «Где цветы минувших дней?» (Where Have All The Flowers Gone? муз. П. Сигер, слова Т. Сикорской)[41]
- «Герои Советского Союза» («Песня о челюскинцах») (1934, муз. Анатолий Новиков, сл. Т. Сикорской)[42]
- Гимн КНР («Марш добровольцев», «Вставай, кто рабства больше не хочет!») (1935, муз. Не Эр, слова С. Болотина и Т. Сикорской)[43]
- «Гитана» (1954, мексиканская народная песня, аранж. Вадим Людвиковский, слова С. Болотина и Т. Сикорской)[44]
- «Говорят, не смею я» (1951, венгерская народная, муз. в обр. Э. Колмановского, слова С. Болотина и Т. Сикорской, исп. В. Нечаев)[45]
- «Голубка» (1951, кубинская народная (исп.), муз. С. Ирадье, слова С. Болотина и Т. Сикорской, исп. К. Шульженко)[46]
- «Гори, солнца луч!» (Go not, happy day, муз. Ференц Лист, слова А. Теннисона, перевод Т. Сикорской)[47]
- «Город на Каме»
- Греческие песни. Обработка для голоса в сопровождении фортепиано. Дмитрий Шостакович. 1. «Вперед!» Мелодия А. Ксеноса, слова К. Паламаса. 2. «Пентозалис». Народная песня. 3. «Золонго». Народная песня. 4. «Гимн ЭЛАС». Мелодия А. Цаконаса, слова С. Мавроиди-Пападаки. Слова С. Болотина и Т. Сикорской.[48]
- «Дай, вера, силы мне!» (муз. О. Гиббоне, перевод Т. Сикорской)[49]
- «Дальний путь» (Сouldn’t hear nobody pray, негритянская песня, обр. Т. Феннера, слова Т. Сикорской)[24]
- «Джок Хэзелдин» (John of Hazeldean, слова Вальтера Скотта)[29]
- «Джон Андерсон» (слова Роберта Бернса)[29]
- «Девушка моя» (1951, албанская народная песня, слова С. Болотина и Т. Сикорской, исп. В. Нечаев)[50]
- «Девушка с Дуная» (1950, венгерская народная, муз. в обр. Э. Колмановского, слова С. Болотина и Т. Сикорской, исп. В. Нечаев)[51]
- «Дед и медведь» (болгарская песня)[29]
- «Деревенская свадьба» (немецкая народная песня, обр. Е. Сидоровой-Большой, перевод Т. Сикорской)[52]
- «Дикси-Ленд» (американская народная песня, пер. С. Болотина и Т. Сикорской)[53]
- «Доброй ночи» (словацкая песня, в обр. Б. Александрова, слова С. Болотина и Т. Сикорской)[54]
- «Добрый мельник» (литовская народная песня. Свободный перевод В. Рождественской и Т.Сикорской)[55]
- «Долина Дэрри» (английская песня)[29]
- «Домик над рекой» (муз. С. Фостера, пер. С. Болотина и Т. Сикорской)[30]
- «Дом восходящего солнца» (House’of the Rising Sun, пер. Т. Сикорской)[26]
- «Дороги любви» (Les Chemins de l’amour, муз. Ф. Пуленк, слова Ж. Ануя, пер. Т. Сикорской)[56]
- «Дочь машиниста» (1945, муз. Л. Шварца, слова С. Болотина и Т. Сикорской)[57]
- «Дуй, ветер, с севера» (английская песня)[29]
- «Дуй, пастух, в дудочку» (словацкая народная песня, слова Т. Сикорской)[58]
- «Дым» (Smoke Gets in Your Eyes, муз. Дж. Керна, слова Т. Сикорской)[24][59]
- «Дядя Нымра» (1953, чешская песня, обр. Яна Малат, слова С. Болотина и Т. Сикорской)[60]
- «Если вы были влюблены» (З.Левина, слова С. Болотина и Т. Сикорской, исп. К. Шульженко)
- «Звёздочки» («Под кипарисами старыми») (Д. Шостакович, слова Т. Сикорской)
- «Здесь вы в казарме» (This Is the Army, Mr Jones), фокстрот (Сценическая постановка «Это армия»[61]) (муз. Ирвинг Берлин, слова С. Болотина и Т. Сикорской)[62][63]
- «Золотой цветок» (народная китайская песня, обр. Степанова, слова Т. Сикорской)[64]
- «И зажжется звезда» (О. Гиббоне, пер. Т. Сикорской)[65]
- «Ива над рекой» (корейская народная песня, пер. С. Болотина и Т. Сикорской)[40]
- «Иорана» (Iorana: Tahitian Maiden’s Love Song, аранж. Роберт Натаниэль Детт, пер. С. Болотина и Т. Сикорской)[66]
- Испанские песни для меццо-сопрано и фортепиано, op.100, Дмитрий Шостакович (1956, слова С. Болотина и Т. Сикорской). 1. Прощай, Гренада, 2. Звездочки, 3. Первая встреча. 4. Ронда (Хоровод). 5. Черноокая. 6. Сон (Баркарола)[48]
- «Июльский день» (валлийская песня)[29]
- «Кабачок», «Нашёл я чудный кабачок» («Зашел я в чудный кабачок») (1945, муз. В Хамсона, американская народная песня, слова С. Болотина и Т. Сикорской, исп. анс. песни и пляски им. Александрова)[63][67]
- «Каждый день» (Every Night When the Sun Goes in, перевод Т. Сикорской)[26]
- «Как можешь течь ты, вольный дун?» (слова Роберта Бернса)[29]
- «Как роза ты, любовь моя» (слова Роберта Бернса)[29]
- «Камышинка» (чешская нар. песня, аранж. Лев Шварц, слова С. Болотина и Т. Сикорской)[68]
- «Караваньеро» (муз. А. Берганский, слова Т. Сикорской, исп. К. Шульженко)
- «Кейзи Джонс» (1952, муз. и сл. Джо Хилла (англ., США), слова С. Болотина и Т. Сикорской, исп. Л. Утёсов). В оригинале штрейхбрекер погибает не из-за саботажа, а из-за собственной неосторожности[69].
- «Клеон и я» (шотландская песня)[29]
- «Когда б я на Парнасе жил» (слова Роберта Бернса)[29]
- «Когда Джонни вернётся домой» (муз. и сл. П. Гилмора, слова С. Болотина и Т. Сикорской, исп. Л. Утёсов).
- «Колокольчики» (Jingle Bells, муз. Джеймс Лорд Пьерпонт, аранж. Л. Лядова, слова С. Болотина и Т. Сикорской, исп. Л. Лядова и Н. Пантелеева)[70]
- «Колхозный сад» (удмуртская песня, слова С. Болотина и Т. Сикорской)[71]
- Колыбельная Клары (Summertime, 1956, из оперы «Порги и Бесс», муз. Джордж Гершвин, слова Т. Сикорской, исп. Э. Пьеха)[72]
- «Колыбельная» (грузинская песня, слова Т. Сикорской)[71]
- «Константинка» (болгарская песня)[29]
- «Король Генри» (муз. Пит Сигер, слова С. Болотина и Т. Сикорской)
- «Кроткие ксении» (четыре отрывка из Гёте) (муз. Э. Майер, слова Гёте, перевод Т. Сикорской)[73]
- «Краковяк» (обработка Б. Александров. слова С. Болотина и Т. Сикорской)[74]
- «Красный Октябрь» (муз. Э. Майер, слова Г. Калау, перевод Т. Сикорской)[73]
- «Кто», медленный вальс (муз. Ферско, слова Т. Сикорской)[75]
- «Кто ж меня любит?» (муз. Дж. Гершвина, сл. Б. Макдональда и Б. Дж. Десильвы, перевод Т.Сикорской)
- «Куколка-невеста» (японская народная песня, слова Т. Сикорской)[33]
- «Кукушечка» (моравская народная песня, обр, Ю. Слонова, слова С. Болотина и Т. Сикорской)[76]
- «Кукушка» (народная болгарская песня, обр. Ф. Кутева, пер. С. Болотина и Т. Сикорской)[17]
- «Крейсер „Аврора“» (1941, муз. М. Коваль, слова С. Болотина и Т. Сикорской)[77]
- «Лейтенант Галимов» (муз. Анатолий Новиков, слова С. Болотина и Т. Сикорской)[42][78]
- «Ленин. Песня берлинских боевых групп» (муз. 3.Кёлера (ГДР), сл. Эриха Вайнерта, пер. С. Болотина и Т. Сикорской)[79]
- «Лирическая песня», «Любимый мой» (1956, The Man I Love, муз. Дж. Гершвин, слова С. Болотина и Т. Сикорской)[80][81]
- «Луна» (слова Дж. Г. Байрона)[29]
- «Любовь вошла» (Love walked in, 1956, муз. Дж. Гершвина, слова Т. Сикорской, исп. Ружена Сикора)[82][83]
- «Любовь и ненависть» (муз. Э. Майер, слова Г. Гейне, перевод Т. Сикорской)[73]
- «Любовь моя» (муз. Дж. Р. Джонсон, пер. С. Болотина и Т. Сикорской)[66]
- «Макароны» (итальянская народная песня, слова Т. Сикорской)
- «Маленькая служанка» (японская народная песня, слова Т. Сикорской)[33]
- «Марианна» (1951, муз. Э. Колмановский, слова Т. Сикорской)[84]
- «Марш летчиков» («Крепи пилот, дозор боевой!..», 1931, муз. Б. Шехтера, слова Т. Сикорской)[85][86]
- «Марш пятого полка» (1938, муз. Х. Эйслера, слова Т. Сикорской)[87]
- «Мать» («Мать надела тёмную косынку, Провожает сына-казака…», 1938, муз. А. Новикова (по др. ист. И. Дунаевского), слова Т. Сикорской)[88]
- «Мать и сын» (муз. Анатолий Новиков, сл. Т. Сикорской)[42]
- «Мещанский город» (The Bourgeois Blues, перевод С. Болотина и Т. Сикорской)[26]
- «Миленький ты мой» (муз. Льва Дельзона)
- Песня негра «Миссисипи»[89] из музыкальной драмы «Плавучий театр» (Ol’ Man River, муз. Дж. Керн, пер. С. Болотина и Т. Сикорской)[90]
- «Мне моя матушка говорила» (чешская народная песня, обр. Я. Малат, пер. С. Болотина и Т.Сикорской)[91]
- «Могила предков» (Die Vаtergruft, муз. Ференц Лист, слова Л. Уланда, перевод Т. Сикорской)[47]
- «Мой дорогой» (английская народная песня, обр. В. Уайттекера, пер. и Т. Сикорской)[30]
- «Мой друг» (румынская народная песня, музыка Н. Кцркулеску, слова Т. Брудиу, пер. С. Болотина и Т. Сикорской, исп. Михаил Александрович)[16][92]
- «Мой хороший» (шотландская песня)[29]
- «Мопровская» (1933, муз. Красев, слова Т. Сикорской)[93]
- «Моя жена — вертушка» (слова Роберта Бернса)[29]
- «Мчит Арагви вдаль» (грузинская народная песня, слова Т. Сикорской)[94]
- «Музыканты» (1948, народная песня, слова С. Болотина и Т. Сикорской)[95]
- «Мэнди Лу» (Mandy Lou, муз. Ф. Холл, пер. С. Болотина и Т. Сикорской)[66]
- «Мышке» (слова Роберта Бернса)[29]
- «Мэйм» (из мюзикла «Мэйм», слова и музыка Дж. Хермана, пер. Т. Сикорской)[24]
- «На берегах Ди» (английская шахтерская песня, обр. А. Долуханяна, пер. Т. Сикорской)[33]
- «На крыльях ветра» (Blowin’ in the Wind, автор Боб Дилан, пер. Т. Сикорской)[41]
- «На реке» (обработка А. Цфасмана, слова Т. Сикорской, исп. Ружена Сикора)[96]
- «На Север!» (муз. Э. Р. Кларк, пер. С. Болотина и Т. Сикорской)[66]
- «Над морями и материками» (музыка Л. Эрикки, слова Э. Синерво, перевод Т. Сикорской)[38]
- «Налево мост, направо мост» (1955, польская песня, аранж. Альфред Градштейн, слова Т. Сикорской)[97]
- «Над рекой» (словацкая народная песня, обр. Ан. Александрова, перевод С. Болотина и Т. Сикорской)[98]
- «Народные партизаны» (муз. А. Райчева, пер. с болгарского С. Болотина и Т. Сикорской)[17]
- «Наши герои» (муз. Э. Майер, слова И. Р. Бехера, перевод Т. Сикорской)[73]
- «Небо» (I gotta robe) («Если хочешь в божий рай, ляг и умирай…», 1946, негритянская народная песня, обр. Г. Манеп, слова С. Болотина и Т. Сикорской, исп. Л. Лядова и Н. Пантелеева)[24][99]
- «Нежность горит в лице твоем» (муз. Т. Морли, перевод Т. Сикорской)[49]
- «Неслышная песня» (австрийская песня)[29]
- «Ни да, ни нет» (муз. Б. Мандруса, слова С. Болотина и Т. Сикорской)
- «Новый день» (муз. А. Райчева, пер. с болгарского С. Болотина и Т. Сикорской)[17]
- «Ночная песня странника» (муз. Э. Майер, слова Гёте, перевод Т. Сикорской)[73]
- «Ночной карнавал», вальс (1948, муз. Иоганн Штраус, слова С. Болотина и Т. Сикорской)[100]
- «Ночь» (Night, муз. Флоренс Беатрис Прайс, пер. С. Болотина и Т. Сикорской)[66]
- «Ночью один» (муз. Н. Глянцберг, слова С. Болотина и Т. Сикорской, исп. Л. Утесов)
- «О, мой любимый Чарли» (Charlie Is My Darling, муз. Л. ван Бетховен, обработка шотландской народной песни, пер. Т. Сикорской)
- «О мой ясень и дуб» (Oh, the Oak and the Ash, английская народная песня, слова С. Болотина и Т. Сикорской)[24]
- «О, Сюзанна» (Oh! Susanna, муз. Стивен Фостер, слова С. Болотина и Т. Сикорской)[24]
- «О той, что я покинул» (шотландская песня)[29]
- «Обелиск на заре» (муз. С. Лунгула, слова Ан. Чокану, перевод Т. Сикорской)[101]
- «Ой, зацвела черемуха» (украинская народная песня, пер. Т. Сикорской)[102]
- «Огонь любви» (муз. Д. Нурыев, слова Зелили, пер. Т. Сикорской)[103]
- «Оклахома» (песня из мюзикла «Оклахома!», музыка Р. Роджерса, слова О. Хаммерстайна, перевод С. Болотина и Т. Сикорской)[24]
- «Опавшие листья» (муз. Ж. Косма, пер. С. Болотина и Т. Сикорской)[41]
- «Отчаяние» (муз. Д. Нурыев, слова Зелили, пер. Т. Сикорской)[103]
- «Охотник» (тирольская народная песня, обр. В. Сибирского, слова Т. Сикорской)[33]
- «Парень девчонке мигает», «Парень девочонке моргает…» (народная болгарская песня, обработка П. Владигерова, пер. С. Болотина и Т. Сикорской)[17]
- «Парень косит сено» (украинская народная песня, пер. Т. Сикорской)[102]
- «Пастух» (чешская народная песня, обр. В. Мухина, слова Т. Сикорской)[104]
- «Пастушка» (французская народная песня, обработка Ж.Векерлена, пер. Т. Сикорской)[105]
- «Пастушья песня» (французская народная песня, пер. Т. Сикорской)[58]
- «Перстень» (болгарская песня)[29]
- «Песнь кофейных плантаций» (Canto de los cafetales, народная, слова Т. Сикорской)[24]
- «Песня» (Нет счастья сердцу моему…) (слова Роберта Бернса)[29]
- «Песня борьбы» (1931, муз. В. Шебалина, сл. Т. Сикорской)[106]
- «Песня бригадира» (муз. Т. Попова, пер. с болгарского С. Болотина и Т. Сикорской)[17]
- «Песня гнева» (К X-летию МОПРа) (1933, муз. Ф. Сабо, слова. Т. Сикорской)[107]
- «Песня единого фронта» (муз. Х. Эйслер, сл. Б. Брехт, слова С. Болотина и Т. Сикорской)[108]
- «Песня ещё не спета» (муз. Э. Майер, слова В. Лая, перевод Т. Сикорской)[73]
- «Песня лодочника» (болгарская песня)[29]
- «Песня мира» (музыка Х. Эйслера, слова Б. Брехта, перевод С. Болотина и Т. Сикорской)[38]
- «Песня молодости» (1938, муз. М. Коваль, слова Т. Сикорской)[109]
- «Песня моряка» (муз. Эдвард Маргетсон, пер. С. Болотина и Т. Сикорской)[66]
- «Песня моя» (муз. М. (Марк?) Фэкс, пер. С. Болотина и Т. Сикорской)[66]
- «Песня рабочих» (муз. Х. Эйслера, сл. С. Хермлина, пер. С. Болотина и Т. Сикорской)[24]
- «Песня о Ворошилове» («Мы помним степные походы…», 1934, муз. Ф. Сабо, слова Т. Сикорской)[110]
- «Песня о Ворошилове» (1939, муз. С. Прокофьева, слова Т. Сикорской)
- «Песня о Ереване» (муз. А. Хачатуряна, слова Ашота Граши, перевод С. Болотина и Т. Сикорской)[111]
- «Песня о Сталине» (муз. А. Карастоянова, пер. с болгарского С. Болотина и Т. Сикорской)[17]
- «Песня о стратонавтах» (муз. Н.Чемберджи, слова С. Болотина и Т. Сикорской)
- «Песня о танкисте» (муз. С. Туликов, слова С. Болотина и Т. Сикорской)[112]
- «Песня разлуки» (Прощальная песня) (муз. В. А. Моцарт, слова Т. Сикорской)
- «Песня старушки» (слова Джон Арден)[29]
- «Песня стройки» (муз. Г. Шнеерсон, слова С. Болотина и Т. Сикорской)[113]
- «Песня Тощего» (муз. Э. Майер, слова Э. Потье, перевод Т. Сикорской)[73]
- «Песня французских докеров» (Ш. Сюлливан, обр. Б. Майзеля — М. Морелли, слова С. Болотина и Т. Сикорской)[114]
- «Песня шахтеров» (слова Анны Гмайнер)[29]
- «Пирлала» (бельгийская песня)[29]
- «Письмо в колхоз» (муз. Анатолий Александров, слова Т. Сикорской)[115]
- «Плясовая» (словацкая песня, обр. В. Неедлы, слова С. Болотина и Т. Сикорской)[16]
- «Под яблоней» (1951, чешская народная песня, слова Т. Сикорской)
- «Под явором» (1950, муз. М. Карлович, слова Т. Сикорской)[116]
- «Поезд номер двенадцать» (Number 12 Train, перевод С. Болотина и Т. Сикорской[26]
- «Портной» (слова Роберта Бернса)[29]
- «Последняя роза лета». Из «Ирландских мелодий Томаса Мура» (The Last Rose of Summer, муз. Б. Бриттен, слова Т. Мура, перевод Т. Сикорской)[117]
- «Походная песня» (муз. Л. ван Бетховен, пер. Т. Сикорской)[118]
- «Приди, приди!» (армянская народная песня, обр. С. Комитаса, слова Т. Сикорской)[119]
- «Привет коммунистической партии» (муз. А. Райчева, пер. с болгарского С. Болотина и Т. Сикорской)[17]
- «Простая девчонка» («Кастаньеты», народная испанская, обработка Б. Мандруса, слова Т. Сикорской, исп. К. Шульженко)[120]
- «Прощай, места» (1957, мексиканская песня, на мелодию танго Adios Muchachos, муз. Хулио Сезар Сандерс, аранж. Сергей Бабо, слова С. Болотина и Т. Сикорской)[121]
- «Птичка полевая» (чешская народная песня, бработка Л. Яначека, перелож. П. Левандо, перевод Т. Сикорской)[122]
- «Пять рябин» (киргизская песня, обр. Л. Степанова, перевод Т. Сикорской)[123]
- «Разведчик Чирков» (муз. Анатолий Александров, слова Т. Сикорской)[115]
- «Рассвет» (муз. Ф. Шопен, перелож. С. Стучевского, слова С. Болотина и Т. Сикорской)[124].
- «Рио Гранде» (народная песня, аранж. Григорий Шнеерсон, слова С. Болотина и Т. Сикорской, исп. А. Доливо)[125]
- «Роб Моррис» (слова Роберта Бернса)[29]
- «Родился сын у девы» (Mary had a baby, негритянская песня, обр. А. Паркер и Р. Шоу), слова Т. Сикорской[24]
- «Роза в снегу» (слова Роберта Бернса)[29]
- «Розмарин» (муз. Й. Брамса, слова Т. Сикорской)[126]
- «Рождественская ночь» (муз. Э. Майер, слова И. Р. Бехера, перевод Т. Сикорской)[73]
- «Росынька» (народная родопская песня, обработка С. Обретенова, пер. С. Болотина и Т. Сикорской)[17]
- «Танцевала, а не знала» (словацкая песня, обр. В. Новака, слова С. Болотина и Т. Сикорской)[16]
- «Том Баулинг» (Tom Bowling, муз. Ч. Дибдин)[29]
- «Томление» (муз. М. (Марк?) Фэкс, пер. С. Болотина и Т. Сикорской)[66]
- «Тоска» (Trouble in Mind, народная, слова Т. Сикорской)[26]
- «Трава-мурава» (чешская песня, в обр. Б. Александрова, слова С. Болотина и Т. Сикорской)[54]
- «Ты моя» (Little Girl), фокстрот (муз. Генри Хайд, слова С. Болотина и Т. Сикорской)[127]
- «Ты ушел, мой друг!» (музыка Я. Эшпая, слова Н. Арбана, перевод Т. Сикорской)[128]
- «Ты — это счастье» (Bésame mucho, мексиканская песня, обраб. К. Веласкез, русский текст С. Болотина и Т. Сикорской)[89]
- «Уличная певица» (обр. Б. Мандруса, слова С. Болотина и Т. Сикорской, исп. К. Шульженко)
- «С нами шагай!» (негритянская народная песня, обр. Л. Джонса, пер. С. Болотина и Т. Сикорской)[129]
- «С неба, колесница, слетай!» (Swing Low, Sweet Chariot, oбработ. К. Дайтона, пер. С. Болотина и Т. Сикорской)[66]
- «С юга подул ветерок» (Out of the South Blew a Wind, уз. Флоренс Беатрис Прайс, пер. С. Болотина и Т. Сикорской)[66]
- «Северный полюс» (1937, муз. В. Кручинина, слова С. Болотина и Т. Сикорской)[130]
- «Сердце ты отнял силой» (муз. Дж. Дауленд, перевод Т. Сикорской)[49]
- «Серебряный лебедь» муз. (О. Гиббоне, пер. Т. Сикорской)[65]
- «Сирена зовет» (английская песня)[29]
- «Сколько мне ждать?» (How Long?, перевод Т. Сикорской)[26]
- «Скоро всем бедам конец» (Things About Comin' My Way, пер. Т. Сикорской)[26]
- «Слово Ленина» (Lenin hat gesprochen, муз. Э. Майер, слова Л. Фюрнберга, перевод Т. Сикорской)[73]
- «Слуги короля Артура» (английская песня)[29]
- «Смелое сердце» (муз Й. Брамса, слова И. Гёте, перевод Т. Сикорской)[49]
- «Солнечный город» (1953, неаполитанская песня, муз. Чезаре Биксио, слова С. Болотина и Т. Сикорской)[131]
- «Спи, моя милая» (словацкая народная песня, обр. В. Неедлы, пер. С. Болотина и Т. Сикорской)[30]
- «Спящее сердце» (мексиканская песня, слова Т. Сикорской)[132]
- «Старый бродяга» (Le vieux vagabond, муз. Ференц Лист, слова П.-Ж. Беранже, перевод Т. Сикорской)[47]
- «Старый музыкант» (Le sicienму, з. Мари Филипп-Жерара, слова Ж. Планта, Русский текст Т. Сикорской)[133]
- «Старый пастух» (народная болгарская песня, обработка П. Владигерова, пер. С. Болотина и Т. Сикорской)[17]
- «Старый холостяк» (Венгерская народная песня, пер. С. Болотина и Т. Сикорской)[134].
- «Стой на страже!» (1934, муз. Л. Адомьян, сл. С. Болотина и Т. Сикорской)[135]
- «Сто трубачей» (английская песня)[29]
- «Сулико» (1937, муз В. Церетели, сл. А. Церетели (груз.), слова Т. Сикорской)[39][136]
- «Суффолькская сова» (муз. Г. Вотор, пер. Т. Сикорской)[65]
- «Счастье и мир для всех» (муз. Александр Цфасман, слова С. Болотина и Т. Сикорской)[137]
- «Типерёри» (муз. С. Дугласа, слова С. Болотина и Т. Сикорской)[63]
- «Тодор-строитель» (болгарская песня, музыка А. Арского, пер. С. Болотина и Т. Сикорской)[138]
- «Торази» (корейская народная песня, пер. Т. Сикорской)[40]
- «Трудно сказать» (1953, немецкая песня, аранж. Эдуард Колмановский, слова Т. Сикорской)[33]
- «Ты своим смехом милым» (Т. Морли, пер. Т. Сикорской)[65]
- «Ты — сам король» (слова Роберта Бернса)[29]
- «Углекоп» (английская песня)[29]
- «Утренняя песня джунглей» (слова Р. Киплинга)[29]
- «Флот четырнадцати морей» (1940, муз. Л. Шварца, слова Т. Сикорской)[139]
- «Фраскита» (арагонская хота, обр. Б. Мандруса, слова С. Болотина и Т. Сикорской, исп. К. Шульженко)
- «Хасанская сюита», песенный цикл (муз. Анатолия Новикова, сл. В. Лебедева-Кумача, Т. Сикорской, В. Гусева, 1938)
- «Ходим кругом» (татарская песня, слова Т. Сикорской)[71]
- «Хорошая девчонка» (слова Роберта Бернса)[29]
- «Хочешь, дочка, выйти замуж?» (болгарская песня)[29]
- «Цветок» (албанская песня, обр. Л. Шварца, слова С. Болотина и Т. Сикорской)[16]
- «Черно-бело-коричневый блюз» (Black. Brown, and White Blues, пер. С. Болотина и Т. Сикорской)[26]
- «Черноглазая» (албанская песня, обр. Л. Шварц, слова Т. Сикорской)[16]
- «Чертова скрипка» (болгарская песня)[29]
- «Четыре ветра» (муз. С. Коэн, пер. С. Болотина и Т. Сикорской)[66]
- «Чико-чико» (пуэрто-риканская песня, слова С. Болотина и Т. Сикорской)
- «Что бежишь ты от меня!» (народная песня, аранж. Яков Розенфельд, слова С. Болотина и Т. Сикорской, исп. М. Александрович)[140]
- «Что ж ты не шел?» (словацкая народная песня, обр. В. Неедлы, слова С. Болотина и Т. Сикорской[16][18]
- «Что не может сделать атом» (1979, муз. и сл. В. Гатри (англ. США), слова Т. Сикорской, исп. А. Пугачёва)
- «Шагайте, кубинцы: Гимн 26 июля». (Муз. и сл. А. Д. Картайя, обр. Д. Кабалевского, слова С. Болотина и Т. Сикорской)
- «Шел отряд» («Ежик», муз. Лев Шварц[141] или И. Дунаевский[142] или М. Коваль[143], слова С. Болотина и Т. Сикорской)[144]
- «Шестнадцать тонн» (Sixteen Tons, американская песня, слова и напев М. Тревис, обр. А. Флярковского, слова С. Болотина и Т. Сикорской)[138]
- «Шенандоа» (Oh Shenandoah, американская песня)[29]
- «Шла девица» (польская народная песня, аранж. Лев Шварц, слова С. Болотина и Т. Сикорской)[145]
- «Эпитафия поэту» (муз. С. Коэн, пер. С. Болотина и Т. Сикорской)[66]
- «Юность». (А. Онеггер — П. Вайян-Кутюрье, слова С. Болотина и Т. Сикорской)[53]
- «Я напрасно верил милой» (народная венгерская, песня, аранж. Бергамский, слова Т. Сикорской)[146]
- «Я не миллионер» (I’m not a millionaire (I’ve got a pocketful of dreams)), фокстрот (муз. Р. Монько, слова Т. Сикорской)[147]
- «Я потерял свое сердце» (I Left My Heart at the Stage Door Canteen), фокстрот (Сценическая постановка «Это армия»[61]) (муз. Ирвинг Берлин, слова С. Болотина и Т. Сикорской)[63][148]
- «Я ранен в грудь» (муз. У. Берд, перевод Т. Сикорской)[49]
- «Я чужой везде» (I’m a Stranger Here, перевод Т. Сикорской)[26]
- «Яничек» (чешская песня, обр. Я. Малата, перевод С. Болотина и Т. Сикорской)[123]
- «Янка» (муз. М. Големинова, пер. с болгарского С. Болотина и Т. Сикорской)[17]
- «Япырай» (казахская народная песня. Обработка М. Тулебаева, русский текст Т. Сикорской)[149]
- «Ясеневая роща» (валлийская песня, обр. Дж. Шоу, перевод С. Болотина и Т. Сикорской)[123]

Сборники песен:
- Болотин С., Сикорская Т. Песни простых людей: Избранные переводы песен народов зарубежных стран. М., 1954
- Гитары в бою: Песни американских народных певцов / Пер. С. Болотина, Т. Сикорской. М., 1968
- Песни пяти материков / Пер. С. Болотина, Т. Сикорской. М., 1977

Классическая музыка
- А. Онеггер. Финал оратории «Жанна д’Арк на костре». Слова П. Клоделя, русский текст С. Болотина и Т. Сикорской[150]
- А. Шенберг. Фрагмент из II части кантаты «Песни Гурре». Перевод с немецкого Т. Сикорской / A. Schonberg, Fragment des 2, Teiles der Kantate «Gurre-Lieder»[150]

Либретто
- либретто оперы «Консул» (1967)
- либретто оперы «Пять миллионов» (1968)
- либретто музыкальной комедии «Кето и Котэ» (1950),
- либретто музыкальной комедии «Донья Жуанита» (1966)[13]
- либретто оперетты «Гаспарон» Карла Миллёкера[151]
- Особую известность приобрела поставленная по её либретто в 1969 году оперетта Имре Кальмана «Фиалка Монмартра». Экранизация этого варианта оперетты — фильм «Под крышами Монмартра» Владимира Гориккера (1975) — дополнительно прибавила популярности этой постановке[152]. Песни — «Ария Рауля»[98], «Карамболина»[153] и др.
- Из оперетты «Цыганский барон»: (муз. Иоганн Штраус-сын, слова С. Болотина и Т. Сикорской): «В лесной глуши»[154], «Первый бал»[155], «Куплеты Арсены»[156].
- Либретто оперы «Порги и Бесс»[157]

Пьеса
- пьеса «Неизвестный моряк» (1945). Совместно с С. Болотиным

Переводы
- пьеса Теренса Раттигана «Огни на старте» (1957)
- пьеса Б. Брехта и Л. Фейхтвангера «Сны Симоны Машар» (1957)
- Джон Арден. «Пляска сержанта Масгрейва»
- Джон Арден. «Последнее прости Армстронга»
- Джон Арден, Маргаретта Д’Асы. «Тихая пристань»
- Маркус Кларк. «Осужден пожизненно»
- Дик Фрэнсис, «Фаворит»[158]

Книги для детей:
- «Поиграем» (1927)
- «Гроза» (1928)
- «Мишкина лошадка» (1928)[22]

Кино
- Руслан и Людмила (фильм, 1972). Супруги помогали Птушко при адаптации текста Пушкина[159], Болотин числится автором сценария.